# Strategisk Arkitektur

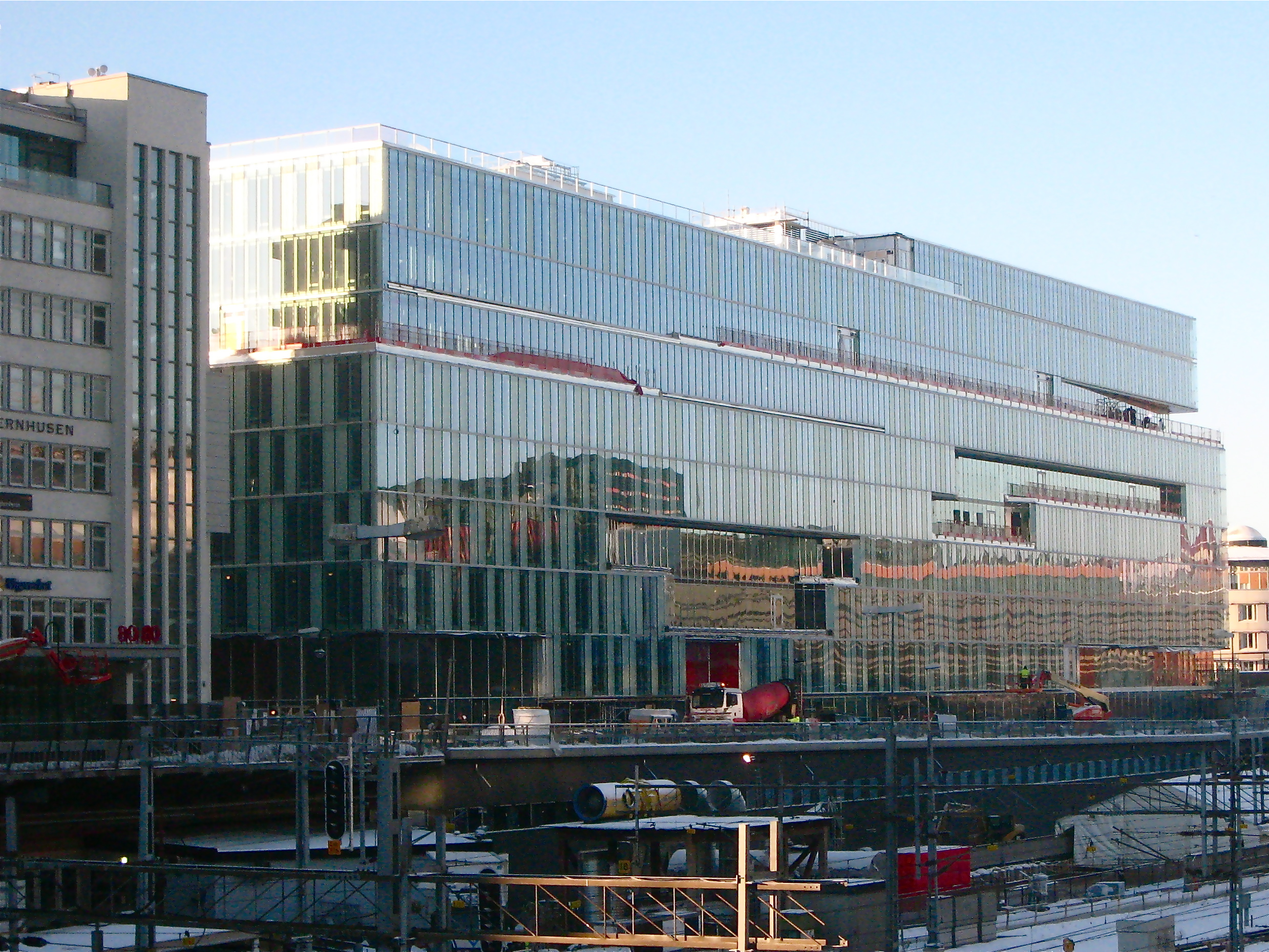
Kungsbrohuset i Stockholm uppfört 2009.

Strategisk Arkitektur är ett svenskt arkitektkontor baserat i Stockholm som grundades 1991. Företaget har 45 anställda och en omsättning på 37 miljoner 2009. Bland företagets genomförda projekt finns Kungsbrohuset, och bland pågående projekt Bünsowska villan.